# Молекулярна динаміка Кара — Паррінелло
Молекулярна динаміка Кара — Паррінелло (англ. Car–Parrinello Molecular Dynamics; CPMD) — метод розрахунку ab initio квантово-механічної молекулярної динаміки, а також однойменний програмний пакет, що дозволяє виконувати такі розрахунки. На відміну від класичної молекулярної динаміки, молекулярна динаміка Кара - Паррінелло дозволяє напряму включати електрони в розрахунок повної енергії. Вільні електрони при цьому розглядаються як частинки з фіктивною масою . 